# Adontosternarchus
Adontosternarchus (Gr.: „a“ = ohne, „odons“ = Zähne, „sternon“ = Brust, „archos“ = Anus) ist eine Gattung südamerikanischer Süßwasserfische aus der Ordnung der Neuwelt-Messerfische (Gymnotiformes). Die Gattung kommt im Amazonasbecken im nördlichen Brasilien und im Stromgebiet des Orinoko in Venezuela vor.

## Merkmale
Adontosternarchus-Arten werden 18 bis 32 cm lang. Typisch für Messerfische haben sie langgestreckte, seitlich abgeflachte Körper und eine lang ausgezogene Afterflosse, die zum Hauptantriebsorgan geworden ist. Bauchflossen fehlen, eine kleine, nicht mit der Afterflosse verbundene Schwanzflosse ist aber vorhanden. Die Rückenlinie ist annähernd gerade bis leicht konvex, der Bauch bis zum Beginn der Afterflosse deutlich konvex. Kopf und Augen sind klein, der Kopf rund bis seitlich leicht abgeflacht. Die vorderen Nasenöffnungen liegen zwischen Schnauzenspitze und vorderem Augenrand und laufen in kleinen Röhren aus, die hinteren sind nicht röhrenförmig und liegen direkt vor oder oberhalb des vorderen Augenrandes. Das Maul ist endständig, die ausgewachsenen Tiere sind zahnlos. Das „Kinn“ ist bauchig, was mehr oder weniger deutlich ausgeprägt sein kann. Die Seitenlinie ist vollständig. Der Körper und die Schwanzflossenbasis sind beschuppt, der Kopf und ein Streifen auf dem Rücken sind unbeschuppt. Die Fische haben eine grau-braune Camouflagefärbung.
- Flossenformel: Anale 135–185, Pectorale 12–18, Caudale 10–22.

## Arten
Bisher wurden sechs Arten beschrieben:
- Adontosternarchus balaenops (Cope, 1878).
- Adontosternarchus clarkae Mago-Leccia, Lundberg & Baskin, 1985.
- Adontosternarchus devenanzii Mago-Leccia, Lundberg & Baskin, 1985.
- Adontosternarchus duartei de Santana & Vari, 2012.
- Adontosternarchus nebulosus Lundberg & Fernandez, 2007.
- Adontosternarchus sachsi (Peters, 1877). (Typusart)